# Cofradía de Nuestra Señora de los Dolores (Castilblanco)
La Cofradía de Nuestra Señora de los Dolores es una cofradía femenina de culto católico que tiene sede en Castilblanco, en la comunidad autónoma de Extremadura (España).
Realiza su estación de penitencia durante las noches del Jueves Santo y el Viernes Santo con el paso de Nuestra Señora de los Dolores. La procesión dura aproximadamente una hora. 

## Representaciones

### Nuestra Señora de los Dolores
La imagen de Nuestra Señora de los Dolores representa a santa María dolorida por el sufrimiento de su hijo. La talla se encuentra en la Iglesia de San Cristóbal. 

## Procesiones

### Jueves Santo
En la procesión del Jueves Santo la cofradía marcha con la imagen de Nuestra Señora de los Dolores. Va acompañada por la imagen de Nuestro Padre Jesús Nazareno, a cargo de la cofradía homónima.

### Viernes Santo
En la procesión del Viernes Santo, conocida como procesión del silencio, la cofradía desfila con la imagen de Nuestra Señora de los Dolores. Va acompañada por la imagen de Cristo Yacente, a cargo de la Cofradía de Nuestro Padre Jesús Nazareno.